# Bas autofixants
Les bas autofixants se tiennent seuls en haut de la cuisse au moyen d'une bande anti-glisse (bande caoutchoutée sur l'intérieur ou simple bande élastique intégrée) souvent recouverte par de la dentelle ou décorée, et considérée comme la jarretière du bas - certains fabricants nomment d'ailleurs ce type de bas des bas jarretière.

## Historique
En 1967, la marque britannique Pretty Polly commercialise son modèle hold-ups.
L'année suivante, Le Bourget présente son premier modèle Top dont la jarretière est ajustable.
En France, le marché de ce type de bas a été marqué par l'apparition en 1986 des Dim Up, de Dim.
Actuellement, même les marques de bas les plus réputées proposent des bas-jarretières autofixants.